# Werklust (molen)
De windkorenmolen Werklust staat aan de Houtweg in Oene (in de Gelderse gemeente Epe). Het is een achtkante houten stellingmolen, gedekt met riet, bouwjaar 1858 met een vlucht van 23 meter. De wiekvorm is oud-Hollands. Aan het begin van de 20e eeuw werd een ruwoliemotor in de molen geplaatst om zo bij windstilte te kunnen malen.
De gelaste roeden zijn gemaakt door de firma Buurma in 1984. De binnenroede heeft nummer 142 en de buitenroede 143
De molen wordt gevangen, stilgezet, met een vlaamse vang die bediend wordt door een wipstok.
De Werklust is uitgerust met een koppel 17der kunststenen, waarmee op vrijwillige basis graan voor menselijke consumptie wordt gemalen. Verder zijn er een buil en een koekenbreker aanwezig.
Voor het luien zijn er twee kammenluiwerken.
De kap draait op een neutenkruiwerk, dat bediend wordt met een kruilier.
Door aanbouw op het noordwesten en noorden is draaien bij noordwesten en noorden wind niet mogelijk, omdat dan de wieken de aanbouw zouden raken.
Eigenaar van de molen is Stichting Behoud Korenmolen Werklust.

## Overbrengingen
- De overbrengingsverhouding is 1 : 5,87.
- Het bovenwiel heeft 56 kammen en de bonkelaar heeft 30 kammen. De koningsspil draait hierdoor 1,87 keer sneller dan de bovenas. De steek, de afstand tussen de kammen, is 12,2 cm.
- Het spoorwiel heeft 88 kammen en het steenrondsel 28 staven. Het steenrondsel draait hierdoor 3,14 keer sneller dan de koningsspil en 5,87 keer sneller dan de bovenas. De steek is 8,5 cm.